# 黒松駅 (島根県)
黒松駅（くろまつえき）は、島根県江津市黒松町にある、西日本旅客鉄道（JR西日本）山陰本線の駅である。

## 歴史
- 1918年（大正7年）11月25日：鉄道院山陰本線仁万駅 - 浅利駅間延伸時に開業[1]。客貨取扱開始[1]。
- 1961年（昭和36年）9月23日：貨物取扱廃止[1]。
- 1977年（昭和52年）6月20日：業務委託駅化[2]。
- 1985年（昭和60年）3月14日：無人駅化[3]。
- 1987年（昭和62年）4月1日：国鉄分割民営化に伴い、西日本旅客鉄道（JR西日本）の駅となる[1]。同時に有人駅化[4]
- 1990年（平成2年）3月10日：再度無人駅化[4][5]。

## 駅構造
島式ホーム1面2線を有する列車交換可能な地上駅。以前は駅舎があったが、解体されたため現在は益田寄り海側にある構内踏切から直接ホームに入る形となっている。
浜田鉄道部管理の無人駅。ホーム上に乗車駅証明書発行機が設置されていたが、現在は撤去されている。

### のりば
| のりば | 路線     | 方向 | 行先             |
| ------ | -------- | ---- | ---------------- |
| 1      | 山陰本線 | 上り | 出雲市・松江方面 |
| 2      | 山陰本線 | 下り | 浜田・益田方面   |

※2017年3月時点でホームにのりば番号標が整備されており、列車運転指令上の番線番号同様に入口側（上り）を1番のりばとしている。

## 利用状況
2022年の1日平均乗車人員は18人である。2004年度は43人、1994年度は84人、1984年度は149人だった。
近年の1日平均乗車人員の推移は以下の通り。
| 乗車人員推移 | 乗車人員推移 |
| 年度         | 1日平均人数  |
| ------------ | ------------ |
| 1999         | 51           |
| 2000         | 55           |
| 2001         | 42           |
| 2002         | 39           |
| 2003         | 41           |
| 2004         | 43           |
| 2005         | 34           |
| 2006         | 25           |
| 2007         | 26           |
| 2008         | 26           |
| 2009         | 23           |
| 2010         | 24           |
| 2011         | 25           |
| 2012         | 24           |
| 2013         | 21           |
| 2014         | 17           |
| 2015         | 16           |
| 2016         | 21           |
| 2017         | 19           |
| 2018         | 17           |
| 2019         | 14           |
| 2020         | 16           |
| 2021         | 15           |
| 2022         | 18           |

## 駅周辺
- 黒松郵便局
- 黒松海水浴場
- 国道9号
- 島根県道204号黒松停車場線
- 島根県道237号黒松港線

## 隣の駅
西日本旅客鉄道（JR西日本）
 山陰本線
石見福光駅 - 黒松駅 - 浅利駅

#### 統計資料
1. ↑  “島根県統計書”. しまね統計情報データベース.   島根県政策企画局. 2025年2月4日閲覧。